# جيم ستيل
جيم ستيل (بالإنجليزية: Jim Steele) (11 مارس 1950 بإدنبرة في المملكة المتحدة - ) هو لاعب كرة قدم بريطاني في مركز قلب الدفاع. شارك مع منتخب اسكتلندا لكرة القدم. أما مع النوادي، فقد لعب مع نادي دندي ونادي رينجرز ونادي ساوثهامبتون وواشنطن ديبلومتس وMemphis Rogues ‏ وبيتسبرغ سبيريت ‏ وشيكاغو ستينغ.

## وصلات خارجية
- جيم ستيل على موقع قاعدة بيانات كرة القدم.إي يو (الإنجليزية)